# Kyle Dean Massey
Kyle Dean Massey (Jonesboro, 17 novembre 1981) è un attore e cantante statunitense principalmente noto per i ruoli nei musical Broadway Wicked, Pippin e Next to Normal.

## Biografia
Massey nasce in Arkansas vivendo a Jonesboro, dove il padre lavora come ragioniere e la madre come insegnante. Massey si laurea, BFA, in musical teatrale al Southwest Missouri State University nel 2004.
È apertamente gay e supporta il It Gets Better Project. Dal 2016 è sposato con l'attore Taylor Frey e nel 2021 la coppia ha avuto un figlio tramite surrogazione di maternità.

## Carriera
I primi ruoli teatrali di Massey includono Matthew in Altar Boyz, spettacolo Off-Broadway dall'ottobre 2006 al giugno 2007. Partecipa alla produzione del tour americano del musical Wicked nel 2007, esibendosi nel coro e come sostituto per il ruolo di Fiyero, prima di far parte dalla produzione di Broadway gli anni successivi. In seguito interpreta Thalia in Xanadu dall'aprile 2008 fino alla sua chiusura a settembre.
Dal giugno al settembre 2009 interpreta temporaneamente il ruolo di Gabe nel musical Broadway Next to Normal, ottendendolo permanentemente nel gennaio 2010. Vi rimane fino alla sua chiusura un anno dopo, quando ritorna a Wicked, questa volta nel ruolo principale di Fiyero. A marzo decide di abbandonare la produzione per partecipare a Lucky Guy, che apre Off-Broadway nell'aprile 2011.
Con la chiusura di Lucky Guy, ritorna a Wicked come Fiyero, sostituendo Richard H. Blake, assente per tre settimane per la nascita del nuovo figlio. In seguito ritorna al tour di Wicked, dal novembre 2011 fino al febbraio 2012. Il 31 luglio 2012, ritorna alla produzione Broadway di Wicked fino al 26 maggio 2013. Interpreta nuovamente il personaggio in una produzione successiva dal dicembre 2013 al febbraio 2014. Nell'agosto 2013, è Tony nella produzione The Muny di West Side Story.
Il 1 aprile, Massey ottiene il ruolo principale nel revival Broadway d Pippin fino al 29 ottobre.
Il 23 gennaio 2015, Massey ricopre un ruolo ricorrente come il cantautore country apertamente gay Kevin Bicks nella serie TV ABC Nashville.

## Filmografia

### Cinema
- Sex and the City 2, regia di Michael Patrick King (2010)
- Contest, regia di Anthony Joseph Giunta (2013)

### Televisione
- Cupid – serie TV, 1 episodio (2009)
- Up All Night – serie TV, 1 episodio (2012)
- Hart of Dixie – serie TV, episodio 1x18 (2012)
- The Good Wife – serie TV, episodio 4x09 (2012)
- Inside Amy Schumer – serie TV, episodio 1x03 (2013)
- Nashville – serie TV, 14 episodi (2015-2017)
- Il pericoloso libro delle cose da uomini (The Dangerous Book for Boys) - serie TV, episodio 1x05 (2018)

### Doppiatore
- Peter coniglio (Peter Rabbit) - serie animata, 49 episodi (2012-2016) - voce di Squirrel Nutkin

### Web
- Pzazz 101 – web serie, 1 episodio (2012)
- It Could Be Worse – web serie, 2 episodi (2013)

## Doppiatori italiani
Nelle versioni in italiano delle opere in cui ha recitato, Kyle Dean Massey è stato doppiato da:
- Simone Crisari in Nashville
- Daniele Raffaeli ne Il pericoloso libro delle cose da veri uomini

Da doppiatore, è stato sostituito da:
- Stefano Brusa in Peter coniglio

## Teatro
- Altar Boyz, Off-Broadway (2006) – Matthew
- 42nd Street, National Tour & Giappone (2007) – Billy Lawlor
- Wicked  – sostituto Fiyero/coro:
  - US Tour (2007-2008)
  - Gershwin Theatre (2008-2009; 2010)
- Xanadu, Helen Hayes Theatre (2008) – Thalia
- Next to Normal, Booth Theatre (2009, 2010-2011) – Gabe
- Lucky Guy, Little Shubert Theatre (2011) – Billy Ray Jackson
- Wicked – Fiyero:
  - US Tour (2011-2012)
  - Gershwin Theatre (2012-2013) (2013-2014)
- West Side Story, The Muny (2013) – Tony
- Pippin – Pippin:
  - Music Box Theatre (2014)
  - US Tour (2014-2015)
  - European Tour (2016)
- The Pirates of Penzance, Barrington Stage Company (2016) – Frederic
- Jekyll & Hyde, Tour internazionale (2016) – Dr Jekyll & Mr Hyde
- Wicked – Fiyero
  - Gershwin Theatre (2017-2019)
- Company, Bernard B. Jacobs Theatre (2020) – Theo